# North Barsham
North Barsham är en ort i Barsham, North Norfolk, Storbritannien.   Den ligger i grevskapet Norfolk och riksdelen England, i den sydöstra delen av landet, 170 km norr om huvudstaden London. North Barsham ligger 32 meter över havet och antalet invånare är 224. North Barsham var en civil parish fram till 1935 när blev den en del av Barsham. Civil parish hade 79 invånare år 1931. Byn nämndes i Domedagsboken (Domesday Book) år 1086, och kallades då Norbarsam.
Terrängen runt North Barsham är platt. Runt North Barsham är det ganska tätbefolkat, med 104 invånare per kvadratkilometer. Närmaste större samhälle är Fakenham, 5,4 km söder om North Barsham. Trakten runt North Barsham består till största delen av jordbruksmark.